# 攻坚战
攻坚是指以占领阵地、要塞、建築为目的，对准备有组织性的阵地防御的敌人进行攻击。
如果敌战力处于阵地和要塞中，显出防御贯彻的运动，攻击这个阵地防御的阵地攻击被实施。其特质在于，攻击战力能够主动获得战斗的主导权，防御战力陷入被动状态。但是由于攻击方失去了地形的优势，需要特别的攻击方法。